# Афоа Моега Луту
Афоафувале Леулумоэгафу Су’эсу’е Луту (самоан. Afoafouvale Leulumoegafou Su’esu’e Lutu; род. 24 февраля 1947, Леулумоега, Аана) — самоанский политик и юрист. Луту занимал пост бывшего генерального прокурора Американского Самоа. Он является бывшим сенатором от округа Маопутаси и управляющим деревни Фагатого, Утулей и Фагалу.

## Биография

### Ранняя жизнь
Афоа Моега Луту родился 24 февраля 1947 года в семье преподобного Су’эсу’е Солофа Луту и Вайту’уту Пату Леота Леулуа-яли’и Луту. Он четвёртый из двенадцати детей в семье. Родители Луту преподавали в теологической школе при Конгрегационной христианской церкви. Семья Луту вернулась в Американское Самоа, когда ему было меньше года, и поселилась в деревне Аманаве, где его родители работали христианскими священниками.

## Образование
Первоначально Луту посещал начальную школу Святой Терезы в Леоне, Американское Самоа. Однако к тому времени, когда ему исполнилось шесть лет, его родители снова переехали в города Фагатого и Утулей, чтобы жить семьей. Там он посещал школы Фонда Фелети и Мемориал Барстоу с первого по восьмой класс.
После окончания восьми классов, Луту поступил в среднюю школу Американского Самоа. Когда он учился в средней школе, его родители переехали в деревню Лаулии, к востоку от гавани Паго-Паго, чтобы работать там священниками. Во время школьной недели он жил со своими бабушкой и дедушкой, преподобными Су’эсу’е и Солой, в Утулее, а по выходным ездил к родителям. Луту окончил среднюю школу в 1965 году.
После окончания университета, Луту был одним из четырёх студентов Американского Самоа, отобранных для участия в программе культурного обмена в Соединенных Штатах. Луту переехал в штат Айова, чтобы посещать дополнительный год средней школы в рамках культурного обмена. Находясь в Айове, он остановился в доме Беркли и Элинор Беделл и их семьи. Беркли Беделл, бизнесмен из Айовы, позже был избран конгрессменом Соединенных Штатов (1975—1987).
Луту учился в Северо-Восточном университете штата Миссури, ныне известном как Университет Трумэн, на стипендию правительства Американского Самоа. Луту познакомился со своей будущей женой в Северо-Восточном Миссури.
Он перевелся в Гавайский университет в Маноа после двух лет в Миссури, чтобы быть ближе к своим родителям, которые в то время работали священниками в первой самоанской Конгрегационной Церкви в Нанакули, Гавайи. В 1971 году он окончил Гавайский университет в Маноа, получив степень бакалавра политических наук и степень магистра в области права. Его жена, Этенога, получила степень бакалавра в области сестринского дела в колледже Уолла-Уолла, сейчас университет Уолла-Уолла.

## Карьера
Семья вернулась в Американское Самоа в 1975 году, где Луту работал адвокатом, пока не ушел из частной практики в 2012 году. В конце концов они поселились в Тапутиму, Американское Самоа. Луту был назначен генеральным прокурором Американского Самоа губернатором А. П. Лутали после того, как он был избран губернатором в 1985 году. Он представлял Американское Самоа и администрацию Лутали на ранних переговорах по Договору о тунце в южной части Тихого океана. Будучи генеральным прокурором, Луту также успешно защищал вызовы традиционной самоанской общинной земельной системе в федеральных судах Соединенных Штатов и Верховном суде Соединенных Штатов.
Он стал специальным юрисконсультом президента Сената Американского Самоа с 1998 по 1992 год. Луту был избран в палату представителей Американского Самоа по округу Маопутаси № 7 в 1992 году.
Он провел два срока, в общей сложности четыре года, в палате представителей, прежде чем покинуть свое место и стать юрисконсультом палаты представителей Американского Самоа с 1996 по 1997 год.
Затем Луту возглавлял справочное бюро по законодательным вопросам с 1997 по 2004 год.
В 2012 году Луту снова был назначен генеральным прокурором во время правления Лоло Маталаси Молиги. Он был первым назначенным членом кабинета министров от новой администрации.
В 2014 году он ушел с поста генерального прокурора, чтобы служить в своем округе Маопутаси № 7 в качестве сенатора по просьбе округа, представляя деревни Фагатого, Утулей и Фагаалу.

### Политическая деятельность
В 1990 году Луту баллотировался от делегатов Американского Самоа в Палату Представителей Соединенных Штатов, но потерпел поражение от Эни Фалеомаваеги.
Луту участвовал в предвыборной кампании в качестве кандидата на пост вице-губернатора Американского Самоа вместе с сенатором Леалайфуаневой Питером Ридом на пост губернатора во время губернаторских выборов 1996 и 2000 годов в Американском Самоа.
Однако Рид и Люту проиграли оба голосования. Они потерпели поражение от бывшего губернатора Тауэсе Сунии, а затем от лейтенанта-губернатора Тулафоно как в 1996, так и в 2000 годах.
В 2004 году Луту баллотировался на пост губернатора Американского Самоа, а его напарником был доктор Таеаафуа Меки Соломона. Они столкнулись с действующим губернатором Тогиолой Тулафоно и лейтенантом-губернатором Ипуласи Айтофеле Сунией на всеобщих выборах 2004 года. Однако Тулафоно победил Луту во втором туре второго тура выборов. Тулафоно набрал 56 процентов голосов, а Луту-44 процента.
В 2008 году Луту снова баллотировался на пост губернатора Американского Самоа вместе с сенатором Велегой Савали. Они не прошли во второй тур выборов и поддержали команду Тогиола Тулафоно/Aitofele Sunia во время финальных выборов, которые они выиграли, победив команду Utu Abe Malae/Sao Nua.
В 2012 году Луту сделал окончательную заявку на губернаторское кресло вместе с товарищем по команде Леи Сонни Томпсоном. Они не смогли набрать необходимое количество голосов для второго тура выборов.

### Губернаторские выборы 2008 года
Афоа Моега Луту в очередной раз решил бросить вызов губернатору. Тогиола Тулафоно баллотировался на свой пост на губернаторских выборах 2008 года. Напарником Луту на пост вице-губернатора был Велега Савали, бывший казначей Американского Самоа.
Луту и Савали начали свою предвыборную кампанию на пост губернатора на стартовом митинге в отеле Tradewinds 17 мая 2008 года. На митинге присутствовало около 700 человек. Луту пообещал работать над такими вопросами, как прозрачность и улучшение системы государственного образования территории.
Губернаторские выборы состоялись 4 ноября 2008 года, и Тулафоно был переизбран.